# Зграда музеја на археолошком налазишту Медијана
Зграда музеја на археолошком налазишту Медијана подигнута 1936. године, у облику римско-грчког храма, изнад мозаика из античког периода највећи је успех предратног Музеја у Нишу, од  значаја за даља истраживања истраживања и радова на „Медијани“, и излагање откривених артефаката на овом простору који су одмах изложени у новосаграђеном простору. Откупом земљишта и подизањем зграде урађено је и много на заштити налазишта и откопаних предмета.

## Положај и намена
Зграда је изграђена на познатом налазишту „Бресје“ код Брзог Брода, усред археолошког локалитета „Медијана“, изнад подних мозаика који су сматрани као највеће откриће тог периода. Налази се на 4 км источно од централног језгра  Ниша на магистралном путу Ниш — Софија.
Осим музејске поставке, ова зграда служила је и као депо у коме ће се сместити и изложити сви предмети нађени на овом делу старог и археолошки богатог Naissusa

## Историја
Откуп земљишта
Изградња зграде започела је откупом земљишта на за то предвиђеној локацији. Иако се откуп земљишта на Брзом Броду  вршио годинама, поступно и у складу са ископавањима ипак је 1935. године, наменски откупљено 400 м2 од Радосављевић Душана, када је започета градња зграде Музеја и мање зграде за чувара. У записнику Музејског друштва са редовне скупштине марта 1936. године наводи се следеће: 
| „ | За подизање ове грађевине над ископаним мозаиком, управа је откупила од сопственика потребно земљиште у површини од 400 м2, те је зграда са земљиштем сада својина музеја. | ” |

Управа Музеја откупила је у току 1937. и 1938. године још око 1.5300 м2 земљишта..
Грађевински радови
Грађевински материјал Музеј је добијао бесплатно захваљујући заузимању угледних пријатеља Музеја, углавном од порушених бановинских зграда. Прозори и врата преузети су из дворишта мушке гимназије, а цигле и гвоздени трегери из дворишта Банске управе, и са порушене чесме на „Арнаут Пазару“.
| „ | Овај материјал су пребацивала општинска кола и теретне приколице трамваја после поноћи, кад превоза није било за грађане. Музеј је такође издејствовао снижење тарифе за трамвајску вожњу од Ниша до римских ископина, као и издавање бесплатних трамвајских карата радницима који зидају зграду над мозаиком јер на налазишту није било услова за ноћење. | ” |

Свечано отварање
Свечано отварање Музеја на „Медијани“, са малом изложбеном поставком, обављено је на Видовдан, 28. јуна 1936. године у присуству грађана, власти и пријатеља музеја. 
Обнова зграде и прва музејска поставка
Зграда је реновирана 1967. године, када је по савременим стандардима уређен ентеријер и расвета.
Прва археолошка поставка урађена је 1979. године и обухватала је предмете из праисторије и античког периода. Аутори изложбе и двојезичног каталога су: Радмила Латковић, Слободан Дрча и Душанка Јанковић Михалџић.
Музеј је и у 21.веку наставио бригу о згради вршећи сталне санације и поправке, а последњи већи радови на санацији овог објекта обављени су 2012. године у склопу пројекта „Нове сталне поставке на Медијани“ које је финансирало Министарство културе Републике Србије. Пројекат  је предвиђао нову савремену археолошку поставку унутар музејске зграде.